# Paktajåkaluobbalah
Paktajåkaluobbalah är en sjö i Kiruna kommun i Lappland och ingår i Torneälvens huvudavrinningsområde. Sjön har en area på 0,411 kvadratkilometer och ligger 352,3 meter över havet. Sjön avvattnas av vattendraget Paktajåkka.

## Delavrinningsområde
Paktajåkaluobbalah ingår i det delavrinningsområde (759658-161600) som SMHI kallar för Mynnar i Torneträsk. Medelhöjden är 508 meter över havet och ytan är 14,68 kvadratkilometer. Räknas de 5 avrinningsområdena uppströms in blir den ackumulerade arean 104,1 kvadratkilometer. Paktajåkka som avvattnar avrinningsområdet har biflödesordning 2, vilket innebär att vattnet flödar genom totalt 2 vattendrag innan det når havet efter 484 kilometer. Avrinningsområdet består mestadels av skog (47 procent) och kalfjäll (42 procent). Avrinningsområdet har 0,87 kvadratkilometer vattenytor vilket ger det en sjöprocent på 5,9 procent.